# 白孝德
白孝德（714年—779年），中国安西（龟兹国的首都伊逻卢城，今新疆库车）人，唐朝武将。
本是安西胡人，少年从军，追随唐朝名将李光弼，为裨将，勇冠三军。史称其“骁悍有胆力”。乾元二年（759年），唐军攻安庆绪于邺城，史思明率军救援，唐军败。李光弼退守河阳，史思明引军来攻，白孝德率五十骑，斩敌骁将刘龙仙，大败敌军。后累功官至安西北庭行营节度使，鄜坊邠宁节度使，历检校刑部尚书。凡用兵破吐蕃、谷浑，累封昌化郡王。大历十四年（779年）九月，转太子少傅，寻卒，时年六十六，赠太子太保。
赞曰：“君子之居，九夷无陋。壮哉嗣业，孰出其右！”（《旧唐书》）

## 延伸阅读
[在维基数据编辑]
 《舊唐書/卷109》，出自刘昫《舊唐書》